# Economia della Puglia
     Regioni meno sviluppate (PIL pro capite < 75 % media UE)
     Regioni di transizione (PIL pro capite 75÷90 % media UE)
     Regioni più sviluppate (PIL pro capite > 90 % media UE)

Fondo europeo di sviluppo regionale 2014-2020
Regioni meno sviluppate (PIL pro capite < 75 % media UE)
Regioni di transizione (PIL pro capite 75÷90 % media UE)
Regioni più sviluppate (PIL pro capite > 90 % media UE)

Dal punto di vista economico la Puglia è riuscita a coniugare le proprie tradizioni, la propria storia e le vocazioni produttive con l'innovazione e la tecnologia. Ha raggiunto, infatti, buoni livelli di specializzazione in numerosi comparti industriali.

## Caratteristiche generali
Diverse politiche con l'obiettivo di sviluppare processi di innovazione insieme ad una vasta disponibilità di incentivi agli investimenti, hanno fatto sì che il sistema produttivo locale crescesse e che si attirassero oltre 40 gruppi industriali internazionali appartenenti ai settori aerospaziale, automobilistica, chimico e ICT.
Il sistema regionale della ricerca conta oltre 5.000 ricercatori e vanta competenze scientifiche specializzate in ambiti interdisciplinari: settori biologia, ICT e nanotecnologie, che hanno contribuito alla nascita e consolidamento di tre distretti tecnologici: biotecnologie, alta tecnologia e meccatronica.
La regione dispone inoltre di un capitale umano altamente qualificato e specializzato che conta oltre 103.000 studenti universitari e quasi 15.000 nuovi laureati l'anno.

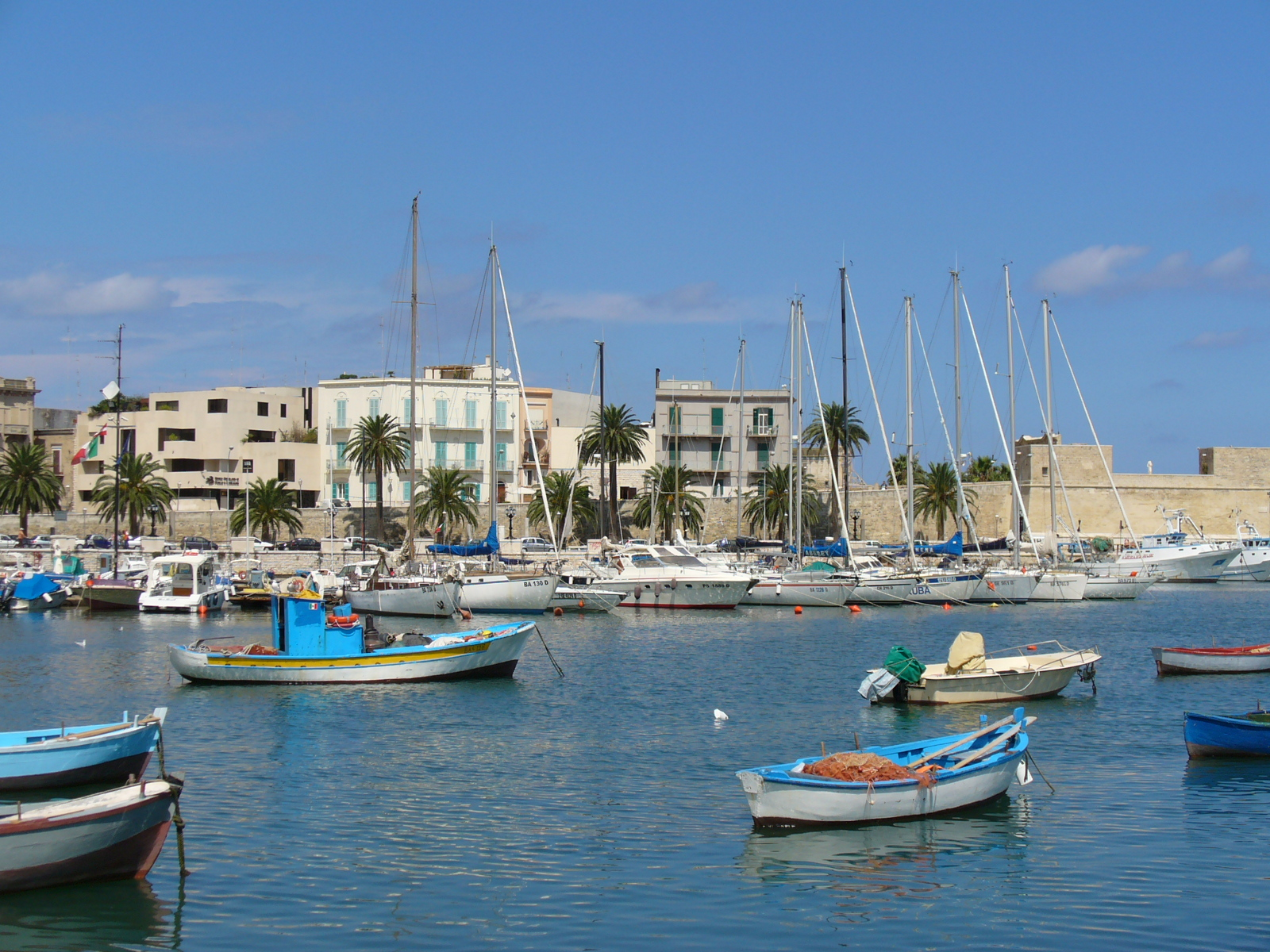
Porto di Bari

La posizione geografica, divenuta strategica grazie al recente protagonismo delle economie orientali e mediterranee, la discreta dotazione infrastrutturale e la solidità dei rapporti culturali e degli scambi commerciali con il bacino del Mediterraneo fanno sì che la Puglia sia una regione con elevate potenzialità economiche.
Per quanto concerne i nodi portuali e aeroportuali, buoni sono i collegamenti marittimi grazie alla presenza di tre grandi porti: Bari, Brindisi e Taranto, quest'ultimo il terzo in Italia per dimensioni e volume di traffico merci, mentre quello di Bari è il primo porto passeggeri dell'Adriatico.
Gli aeroporti passeggeri più importanti sono l'aeroporto internazionale di Bari Karol Wojtyla di Bari e l'aeroporto internazionale del Salento di Brindisi.

## Rendimento macroeconomico
Nel 2024 il tasso di disoccupazione è al 9,3% (quello nazionale è al 6,5%), scendendo per la prima volta sotto il 10%.
La Puglia spicca, però, nel confronto con le altre regioni meridionali (Abruzzo escluso): i dati macroeconomici pugliesi sono infatti più vicini a quelli nazionali e in qualche caso perfino migliori. Nel decennio 1995-2004, infatti, il valore aggiunto in media per abitante, calcolato a prezzi correnti, ha conosciuto un aumento del 46% (quello nazionale è stato il 41%). I risultati migliori sono stati registrati dalle province di Taranto, Lecce, Foggia e Bari (rispettivamente il 50, 49, 47% e 46%), meno quella di Brindisi (35 %). Emerge quindi il fatto che la regione dal 1995 è cresciuta e che ha recuperato, sia pure in parte, il divario rispetto al resto del Paese.
Di seguito la tabella che riporta il prodotto interno lordo ed il valore aggiunto pro capite.
|                                              | 2000     | 2001     | 2002     | 2003     | 2004     | 2005     | 2006     | 2007   |  | 2008   | 2009   | 2010   | 2011   | 2012   | 2013   | 2014   | 2015   | 2016   | 2017   | 2018   | 2019   |
| -------------------------------------------- | -------- | -------- | -------- | -------- | -------- | -------- | -------- | ------ |  | ------ | ------ | ------ | ------ | ------ | ------ | ------ | ------ | ------ | ------ | ------ | ------ |
| Prodotto Interno Lordomiliardi di €          | 55,00    | 58,348   | 60,173   | 61,632   | 63,706   | 64,864   | 67,368   | 70,319 |  | 71,00  | 68,524 | 69,403 | 70,659 | 71,043 | 68,932 | 69,198 | 70,760 | 71,937 | 73,291 | 75,050 | 75,769 |
| PIL ai prezzi di mercato per abitante (Euro) | 13.825,2 | 14.504,5 | 14.962,2 | 15.284,0 | 15.694,4 | 15.971,0 | 16.504,6 | 17.264 |  | 17.513 |        |        |        |        |        |        |        |        |        |        |        |

Dati PIL procapite: 2019 (Istat)
|                 | provincia di Taranto | provincia di Bari | provincia di Brindisi | provincia di Lecce | provincia di Foggia | provincia di Barletta-Andria-Trani |
| --------------- | -------------------- | ----------------- | --------------------- | ------------------ | ------------------- | ---------------------------------- |
| PIL procapite € | 16.669               | 22.945            | 16.725                | 15.703             | 16.773              | 14.782                             |

Di seguito la tabella che riporta il prodotto interno lordo, prodotto in Puglia ai prezzi correnti di mercato nel 2006, espresso in milioni di euro, suddiviso tra le principali macro-attività economiche:
| Macro-attività economica                                                         | PIL prodotto | % settore su PIL regionale | % settore su PIL italiano |
| Agricoltura, silvicoltura, pesca                                                 | € 2.322,9    | 3,46%                      | 1,84%                     |
| Industria in senso stretto                                                       | € 8.848,4    | 13,17%                     | 18,30%                    |
| Costruzioni                                                                      | € 4.923,5    | 7,33%                      | 5,41%                     |
| Commercio, riparazioni, alberghi e ristoranti, trasporti e comunicazioni         | € 12.476,7   | 18,57%                     | 20,54%                    |
| Intermediazione monetaria e finanziaria; attività immobiliari ed imprenditoriali | € 14.313,4   | 21,3%                      | 24,17%                    |
| Altre attività di servizi                                                        | € 16.292,8   | 24,25%                     | 18,97%                    |
| Iva, imposte indirette nette sui prodotti e imposte sulle importazioni           | € 8.007,6    | 11,92%%                    | 10,76%                    |
| PIL Puglia ai prezzi di mercato                                                  | € 67.185,4   |                            |                           |

## Addetti per settore
| Anno | Fonte            | Settore primario | Settore secondario | Settore terziario |
| ---- | ---------------- | ---------------- | ------------------ | ----------------- |
| 1971 | Treccani         | 37%              | 32%                | 31%               |
| 1981 | Treccani         | 25%              | 30%                | 45%               |
| 1992 | Treccani         | 16%              | 25%                | 59%               |
| 2007 | Treccani         | 8,8%             | 26%                | 65%               |
| 2010 | Giorgio Sonnante | 3,6%             | 22,6%              | 73,8%             |

Da questa tabella si vede come la percentuale di addetti al settore primario sia diminuita con il passare del tempo, anche se nel 1992 l'agricoltura occupava un bel po' di addetti. Solo nel 2007 tale percentuale è scesa sotto il 10% fino ad arrivare al 3,6% nel 2010.
Anche la percentuale di addetti al settore secondario è generalmente diminuita, con un lieve aumento solo tra il 1992 e il 2007. Al 2010, tale percentuale era del 22,6%.
Infine, la percentuale di addetti al terziario è aumentata fino a raggiungere il 73,8% nel 2010.

## Settore primario

### Agricoltura

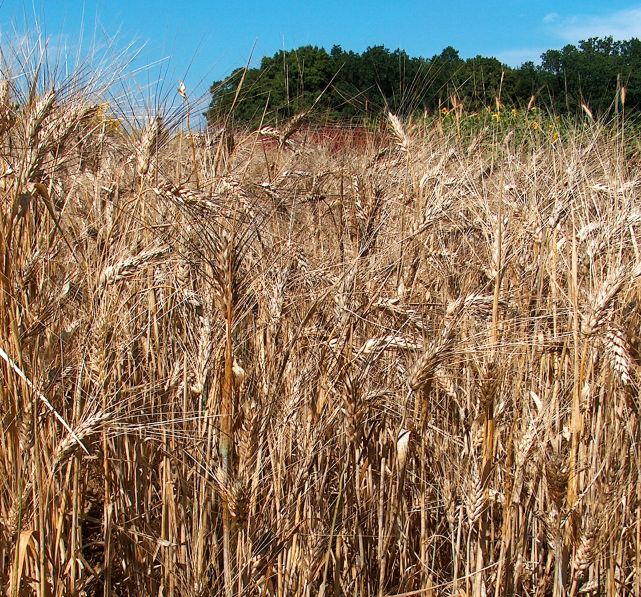
Il grano duro

La Puglia è una delle regioni in cui l'agricoltura
riveste un ruolo preminente nel contesto economico.  Si tratta di un'agricoltura prevalentemente intensiva e moderna che permette alla regione di essere ai primi posti in Italia per la produzione di molti prodotti. È il caso del grano duro e del pomodoro in provincia di Foggia, oltre che alla produzione di olio di oliva, che con i suoi stimati 50 milioni di alberi di olivo mette la Puglia al primo posto, nonché di uva da tavola. Compete inoltre per il primato del pomodoro, destinato alla produzione industriale soprattutto nella provincia di Salerno (situata però in Campania). Detiene ruoli capitali anche per quanto riguarda la lattuga, il carciofo, il finocchio, il cavolo, il sedano. La Puglia deteneva inoltre un antico primato nella produzione di mandorle, poi tramontato nonostante i tentativi di costituire mandorleti moderni sul modello californiano. Aree specifiche registrano il successo di colture frutticole quali il pesco e il kiwi.

#### Problemi
Anche l'agricoltura pugliese, altamente specializzata, è però penalizzata dai problemi, i quali sono piuttosto gravi.

##### Scarsità d'acqua
Il più grave e importante tra di essi è la scarsità d'acqua, problema con il quale i contadini si sono dovuti scontrare fin dai tempi più antichi. È stato calcolato che l'agricoltura pugliese potrebbe produrre di più se risolvesse questo problema e la conseguente scarsa irrigazione dei terreni: infatti, nel 2017, a causa della siccità, la produzione agricola è diminuita del 50%, con stima di oltre 200 milioni di euro di danni.
Nel 2021, su 149 progetti idrici approvati dal Mipaaf, solo uno proviene dalla Puglia. Nonostante la regione sia tra le maggiormente esposte a rischio desertificazione e tra quelle con la minore disponibilità d'acqua per essere usata dagli agricoltori per irrigare i campi, ha avuto solo 2 milioni di euro per la manutenzione degli impianti idrici, a fronte di 1,6 miliardi di euro di tutta l'Italia. Attualmente, per quanto riguarda la Puglia centrale e meridionale, la risorsa idrica è garantita dalle acque provenienti dalla Basilicata.
Questo problema è stato parzialmente risolto con la costruzione dell'Acquedotto Pugliese, a cui si aggiunge, seppure in parte, la captazione dei bacini-serbatoi della Basilicata. Resta comunque il fatto che tale problema deve essere risolto per intero, in quanto penalizza tutta l'economia pugliese, e non solo l'agricoltura.

##### Altri problemi
La scarsità d'acqua, come si è detto, è il problema più grave e importante per l'agricoltura pugliese; ci sono però altri problemi che questa attività agricola deve affrontare e, se possibile, risolvere:
- da migliorare l'integrazione con il sistema industriale e commerciale, al fine di guadagnare significative posizioni nei mercati internazionali
- il suolo della regione è in gran parte di natura calcarea.[14]

### Allevamento
(Plinio il Vecchio - Storia naturale, VIII, 190. Traduzione di Elena Giannarelli)
Nonostante l'antica vocazione zootecnica di mote aree (in primis il Tavoliere delle Puglie legato alla tradizione della transumanza), l'allevamento è poco sviluppato. Si allevano in larga prevalenza ovini e si cerca di incrementare. Nel Gargano si pratica l'allevamento delle mucche podoliche, una razza di origine ucraina introdotta con l'invasione dei Barbari, che forniscono un latte dalle buone qualità organolettiche. I monti della Daunia, grazie all'abbondanza di querceti e faggeti e al clima più fresco e umido, si prestano invece all'allevamento di suini, che però risulta praticato intensamente soltanto nell'alta Valmaggiore (da cui proviene il noto prosciutto di Faeto).

### Pesca

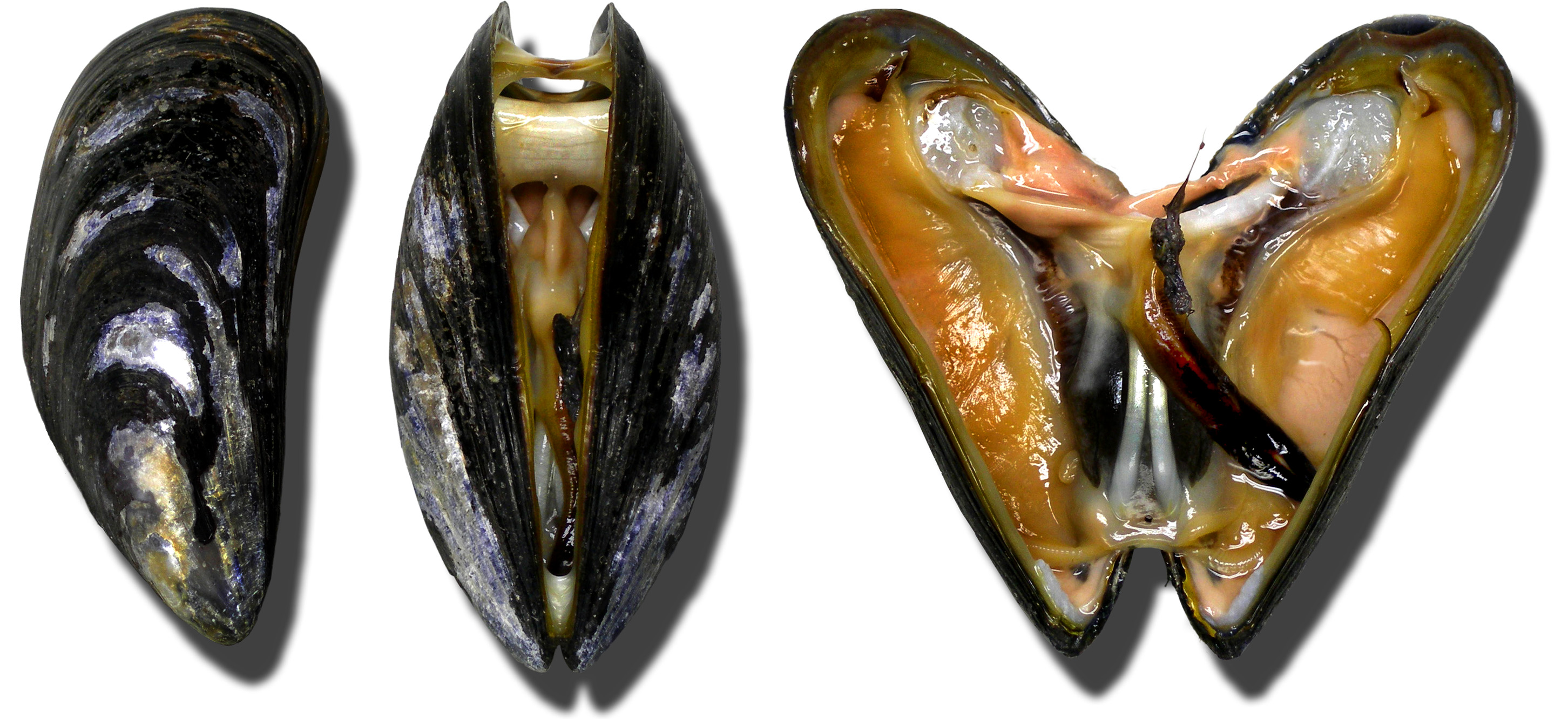
I mitili

La pesca è un'attività notevole per la Puglia, che può contare sulla più lunga estensione costiera tra le regioni non insulari. Le marinerie maggiori sono quelle di Taranto, Manfredonia, Molfetta, Mola di Bari, Monopoli, Gallipoli e Castro, le quali praticano tanto la pesca sottocosta nei mari che lambiscono la regione, quanto quella l'alto bordo. Di recente introduzione è anche l'acquacoltura, ossia l'allevamento ittico in mare. Tradizionale è invece la vocazione di Taranto nella mitilicoltura, praticata nelle calme acque del Mar Piccolo. La città rappresenta oggi la più importante area di produzione al mondo di mitili allevati, con uno stima prossima alle 30.000 tonnellate/anno e oltre 1.300 addetti.

## Industria

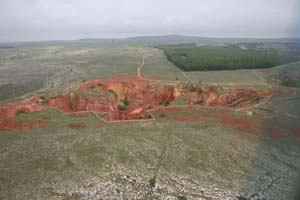
Cave di bauxite dismesse nel parco nazionale dell'Alta Murgia

La maggior parte degli insediamenti industriali sono situati nel triangolo Bari - Brindisi - Taranto, dove sorgono industrie per la produzione dell'acciaio e per raffinare il petrolio, nonché l'industria tessile e della plastica. Ci sono anche stabilimenti vinicoli, conservieri, del tabacco e dell'olio. Nella provincia di Barletta-Andria-Trani è presente una forte concentrazione di industrie tessili e calzaturiere, così come in quella di Lecce. Nella provincia di Foggia particolarmente sviluppata è l'industria alimentare.
La regione è molto povera di minerali, si estraggono solo modeste quantità di bauxite e di gas metano.
Industria bareseL'industria è da sempre trainante e si sviluppa nei comparti alimentare, chimico, petrolchimico, tessile, del legno e, soprattutto, meccanico. Nella meccanica operano aziende come Magneti Marelli, Bosch e Getrag (Bari ospita il principale distretto industriale tedesco in Italia). Alla fine degli anni ottanta nel centro Elasis fu sviluppato il noto sistema common rail, i cui diritti per l'industrializzazione furono ceduti nel 1994 dalla Fiat alla Bosch. L'area industriale si è progressivamente spostata all'esterno della città, ed è oggi ospitata fra i comuni di Bari e Modugno, con propaggini verso i comuni di Palo e Bitonto. L'avvio alla saturazione dell'area ha inoltre favorito, nell'ultimo decennio, la crescita del comparto industriale di Molfetta.
Industria brindisinaBrindisi ospita l'industria aeronautica, quella di materie plastiche e mobilifici. La città è, inoltre, leader per la produzione di energia elettrica in Italia. Sul territorio comunale insistono tre grandi centrali pertinenti ai gruppi Enel, Edipower ed EniPower ed è inoltre in progetto la realizzazione di un'importante centrale fotovoltaica.
La Centrale Federico II è una centrale termoelettrica articolata su 4 sezioni termoelettriche policombustibili dalla potenza di 660 MW ciascuna, è entrata in servizio tra il 1991 e il 1993. La Centrale Edipower è situata presso Costa Morena, nella zona industriale di Brindisi. Ne fu iniziata la costruzione nel luglio del 1964.
La Centrale EniPower è la centrale termoelettrica a ciclo combinato di EniPower, una volta completata, con una potenza installata di 1.170 megawatt, sarà la più potente tra quelle della Società Eni.
Industria tarantinaVerso la fine degli anni cinquanta, fu decisa la costruzione del "IV Centro Siderurgico Italsider", uno dei maggiori complessi industriali per la lavorazione dell'acciaio in Europa. La presenza del colosso siderurgico, risollevò in quegli anni la stagnante economia locale, e contribuì allo sviluppo delle numerose attività industriali e di servizio ad esso collegate. Nel corso degli anni ottanta, la crisi mondiale della siderurgia e l'avvento di nuovi materiali, condusse il gruppo siderurgico verso un inesorabile declino, sfociato nella sua privatizzazione avvenuta nel 1995, con conseguenti problemi di riconversione e calo dell'occupazione.
Distretto Tecnologico Aerospaziale Pugliese (DTAP)Il DTAP è un partenariato fra Politecnico di Bari e Technion di Haifa, Regione Puglia e Città Metropolitana di Bari, focalizzato nella ricerca e sviluppo tecnologico del settore difesa-aerospazio.

## Energia
La Puglia produce una quantità di energia elettrica di 31.230 GWh, dovuta ad una potenza installata di 6.100 MW (dati aggiornati al 2004), pari a circa il doppio del suo fabbisogno energetico, e a circa un nono del consumo totale nazionale, grazie alle centrali presenti sul proprio territorio, concentrate in particolare nella città di Brindisi.
Ciò nonostante, è in aumento la quota prodotta soprattutto da fonti rinnovabili, energia eolica in particolare. Ai 300 MW di potenza ottenuta da generatori eolici già installati nei monti della Daunia e nel Gargano, ne verranno aggiunti altri 40 nel nuovo parco eolico di Troia, oltre ai 36 del parco di Surbo (LE), entrato in funzione nel marzo 2007 (evitando l'immissione in atmosfera di 51.000 tonnellate di CO2 l'anno), più una serie di parchi di dimensioni minori in altri comuni di tutte le province, fino a raggiungere la produzione stimata di 1600 MW.
Nell'anno 2005 la Puglia, soprattutto grazie agli impianti eolici, ha venduto alla rete nazionale 455,9 gigawattora (il 9,5% del totale nazionale) di energia elettrica.
Nel 2010 la Puglia ha prodotto il 25% dell'energia eolica italiana ed il 14% di quella fotovoltaica.

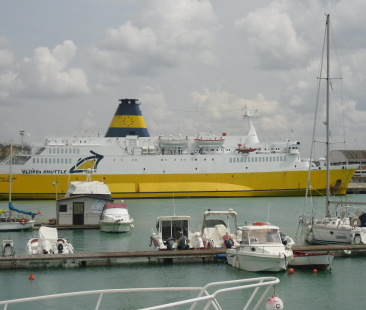
Porto di Brindisi

È inoltre in fase di realizzazione a Brindisi un grande parco fotovoltaico che in funzione sarà il più grande d'Europa, con una potenza di 11 MWp. Il gruppo industriale incaricato della costruzione verrà affiancato dalle Università della Puglia. L'impianto dovrebbe entrare in funzione nel 2010, nell'area dismessa dell'ex polo petrolchimico Montecatini.
Era in progetto la costruzione nel porto di Brindisi di un rigassificatore (da parte della British Gas), che avrebbe consentito l'attracco di navi metaniere. La società civile e le istituzioni si sono però fermamente opposte, a causa delle carenti valutazioni sugli impatti ambientali che potrebbero essere generati dall'opera (nel mese di dicembre 2006 si è deciso a questo scopo di riaprire la conferenza dei servizi e la valutazione di impatto ambientale). 
Dopo una notevole indagine svolta dalla magistratura, per ipotesi di "corruzione continuata e aggravata", la British Gas rinuncia e abbandona il progetto del rigassificatore, durato 11 anni.
A Taranto è invece ancora in fase di progettazione un altro rigassificatore, che sarebbe costruito dalla società spagnola Gas Natural.
A Otranto è invece previsto l'approdo di un gasdotto proveniente dalla Grecia, che consentirà all'Italia di ottenere approvvigionamenti di metano estratto in Asia minore e centrale.

## Turismo

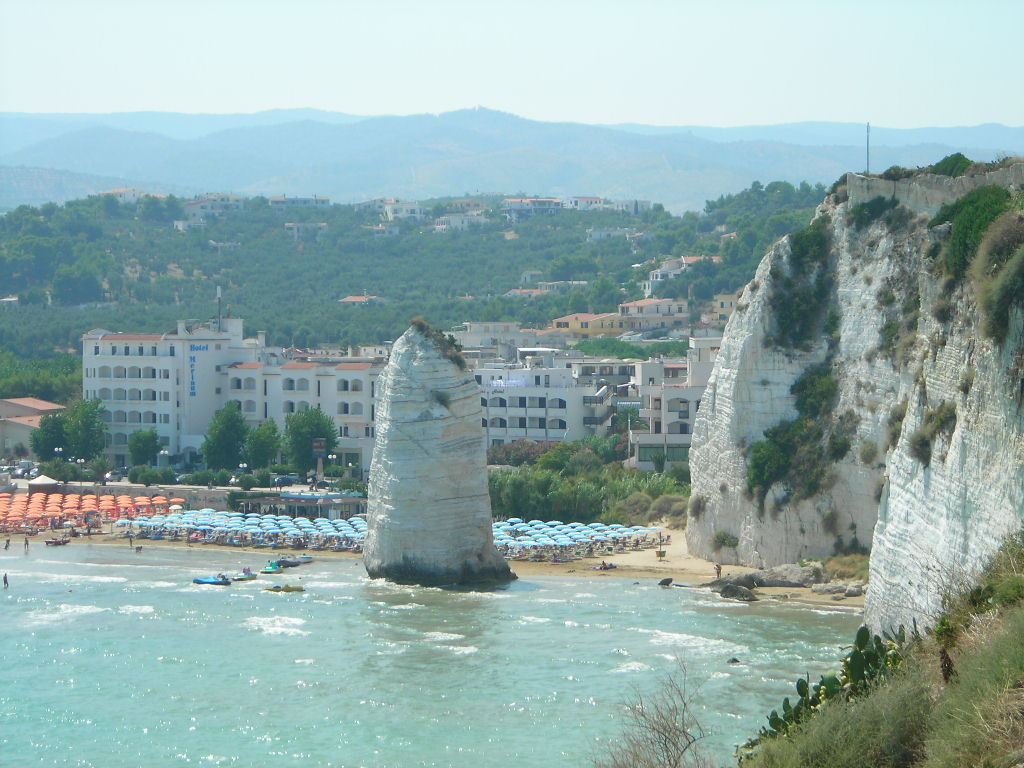
La spiaggia di Pizzomunno a Vieste

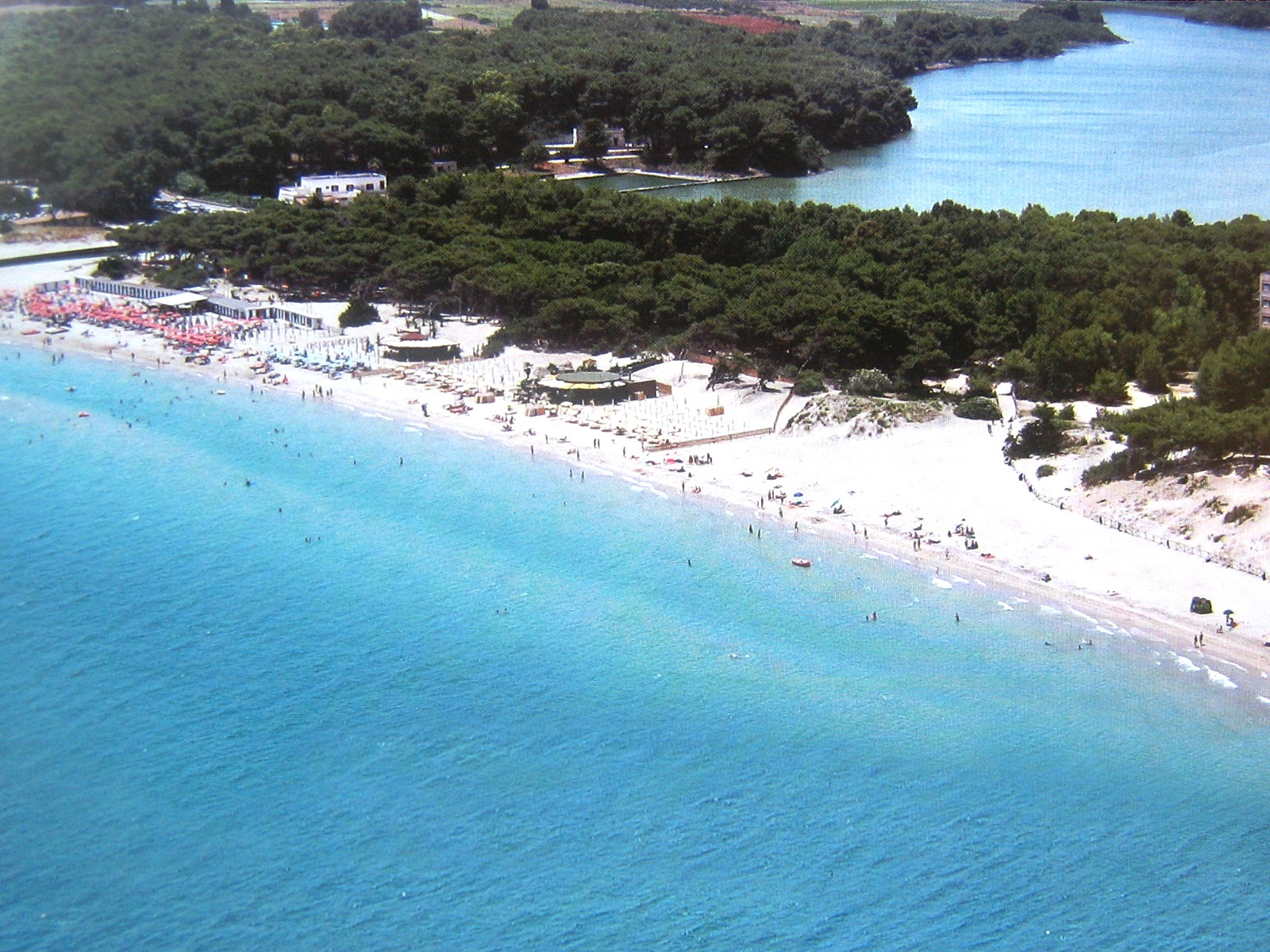
Spiaggia Alimini vicino ad Otranto

La Puglia ha totalizzato nel 2009 un numero di arrivi pari a circa 3 milioni di unità (+2,5% rispetto al 2008) – che hanno prodotto più di 12 milioni di presenze.
La maggior parte del flusso turistico è di origine nazionale: le presenze italiane sono 10.879.855 unità, pari all'86,8% del totale (presenze), mentre gli arrivi sono più di 2,5 milioni circa l'86% del totale (arrivi). Rispetto all'anno precedente si registra in particolare un miglioramento per entrambe le variabili, più accentuato per le presenze, (+3,9%) rispetto agli arrivi, (+3,07%). La permanenza media dei turisti italiani in Puglia è di 4 giorni, valore rimasto costante rispetto allo scorso anno. È leggermente diminuita, invece, la permanenza media dei turisti stranieri di 0,1 punti percentuali.
Nel totale regionale la voce stranieri rappresenta quasi il 14% per gli arrivi
mentre per le presenze si attesta al 13,7%, ciò sta a significare un basso tasso
di internazionalizzazione del turismo della regione Puglia.
Da una disamina dei dati relativi ai movimenti turistici a livello provinciale,
si evince che il maggior afflusso di turisti italiani e stranieri – sia per quanto attiene agli arrivi che alle presenze – avviene nel territorio di Capitanata con
rispettivamente 964.578 arrivi e 4.477.548 presenze, grazie soprattutto alle località del Gargano. Nonostante la provincia
di Foggia abbia il primato per il maggior numero di arrivi e presenze nelle
strutture alberghiere e non, si registra rispetto al 2008 un lieve calo degli arrivi
pari a -4,9%.
La seconda provincia ad attrarre una quota consistente di turisti è Lecce dove, nel 2009, sono stati registrati 813.524 arrivi a fronte di 4.180.888 presenze. Da un confronto con il 2008 risulta un incremento degli arrivi e delle
presenze rispettivamente del +12,1% e del +8,8%.
In tabella i dati nel dettaglio di arrivi e presenze nelle provincie pugliesi.
Movimento turistico totale per provincia. Anno 2009
|          | provincia di Taranto | provincia di Bari | provincia di Brindisi | provincia di Lecce | provincia di Foggia | provincia di Barletta-Andria-Trani | Puglia     |
| -------- | -------------------- | ----------------- | --------------------- | ------------------ | ------------------- | ---------------------------------- | ---------- |
| Arrivi   | 239.771              | 582.570           | 279.902               | 813.524            | 964.578             | 114.857                            | 2.995.202  |
| Presenze | 997.167              | 1.348.544         | 1.283.570             | 4.180.888          | 4.477.548           | 241.548                            | 12.529.265 |

Un altro aspetto da prendere in considerazione riguarda i flussi economici
derivanti dal settore turistico è la spesa effettuata in Puglia dai soli viaggiatori
stranieri che ammonta nel 2009 a 575 milioni di euro e risulta incrementata in 10
anni del 43,4%.
Considerando la tipologia dei motivi oggetto della spesa turistica, per il
47% dei casi il motivo prevalente dell'arrivo straniero in Puglia è trascorrere
una vacanza, per il 27,2% è legato a motivi personali e solamente il 25,7% è
da attribuire a motivi di lavoro.

### Monumenti e luoghi d'interesse

#### Architetture religiose
- Santuario di Santa Maria a Mare (Isole Tremiti)
- Abbazia di San Pietro in Cuppis (Ischitella)
- Duomo di San Severo
- Santuario di San Matteo Apostolo (San Marco in Lamis)
- Chiesa di Santa Maria delle Grazie e Convento di Padre Pio (San Giovanni Rotondo)
- Santuario di San Michele Arcangelo (Monte Sant'Angelo)
- Abbazia di Santa Maria di Pulsano (Monte Sant'Angelo)
- Cattedrale di Manfredonia
- Basilica cattedrale di Santa Maria Assunta (Lucera)
- Basilica santuario di San Francesco Antonio Fasani (Lucera)
- Cattedrale di Foggia
- Concattedrale di Troia
- Convento di Santa Maria della Consolazione (Deliceto)
- Santuario della Madonna del Carmine (Accadia, a oltre 1000 m di altitudine)
- Concattedrale di Barletta
- Cattedrale di Andria
- Cattedrale di Trani
- Cattedrale di San Pietro (Bisceglie)
- Basilica di San Nicola (Bari)
- Cattedrale di San Sabino (Bari)
- Chiesa Rupestre San Michele delle Grotte (Gravina in Puglia)
- Cattedrale di Gravina (Gravina in Puglia)
- Cattedrale di Altamura
- Concattedrale della Madonna della Madia (Monopoli)
- Duomo di Ostuni
- Basilica di San Martino (Martina Franca)
- Cattedrale di San Giorgio e della Visitazione (Brindisi)
- Basilica cattedrale di Oria
- Cattedrale di San Cataldo (Taranto)
- Abbazia di Santa Maria a Cerrate (Squinzano)
- Cattedrale di Santa Maria Assunta (Lecce)
- Basilica di Santa Croce (Lecce)
- Basilica Cattedrale di Nardò
- Basilica di Santa Caterina d'Alessandria (Galatina)
- Cattedrale di Otranto
- Monastero di San Nicola di Casole (Otranto)
- Abbazia di San Mauro (Sannicola)
- Duomo di Gallipoli
- Abbazia di Santa Maria del Mito (Tricase)
- Basilica santuario di Santa Maria de Finibus Terrae (Santa Maria di Leuca)

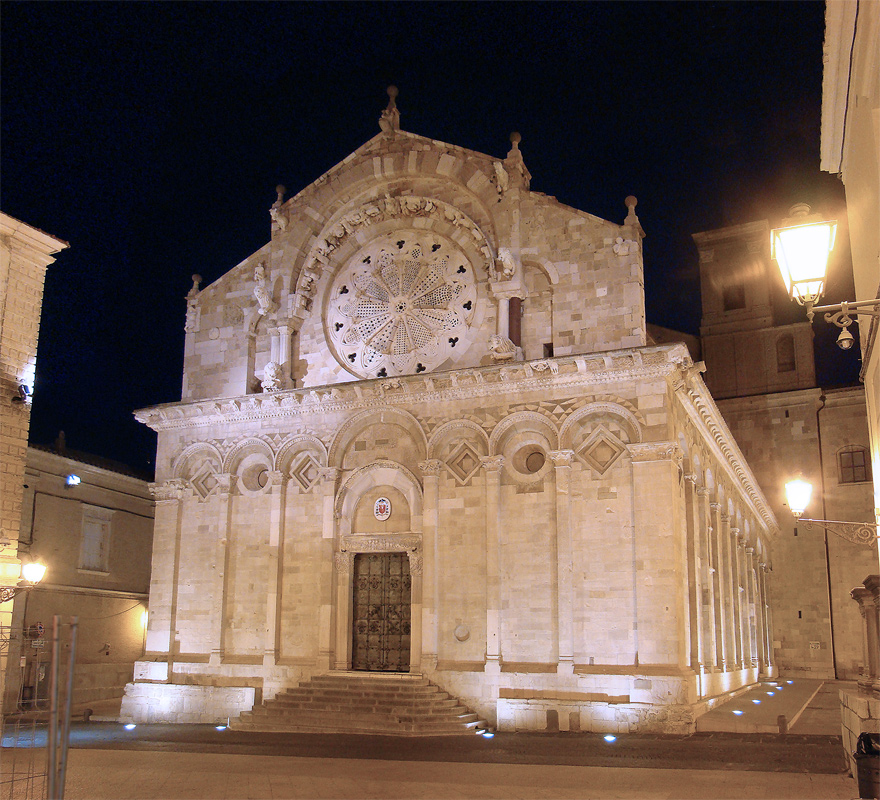
Il duomo di Troia
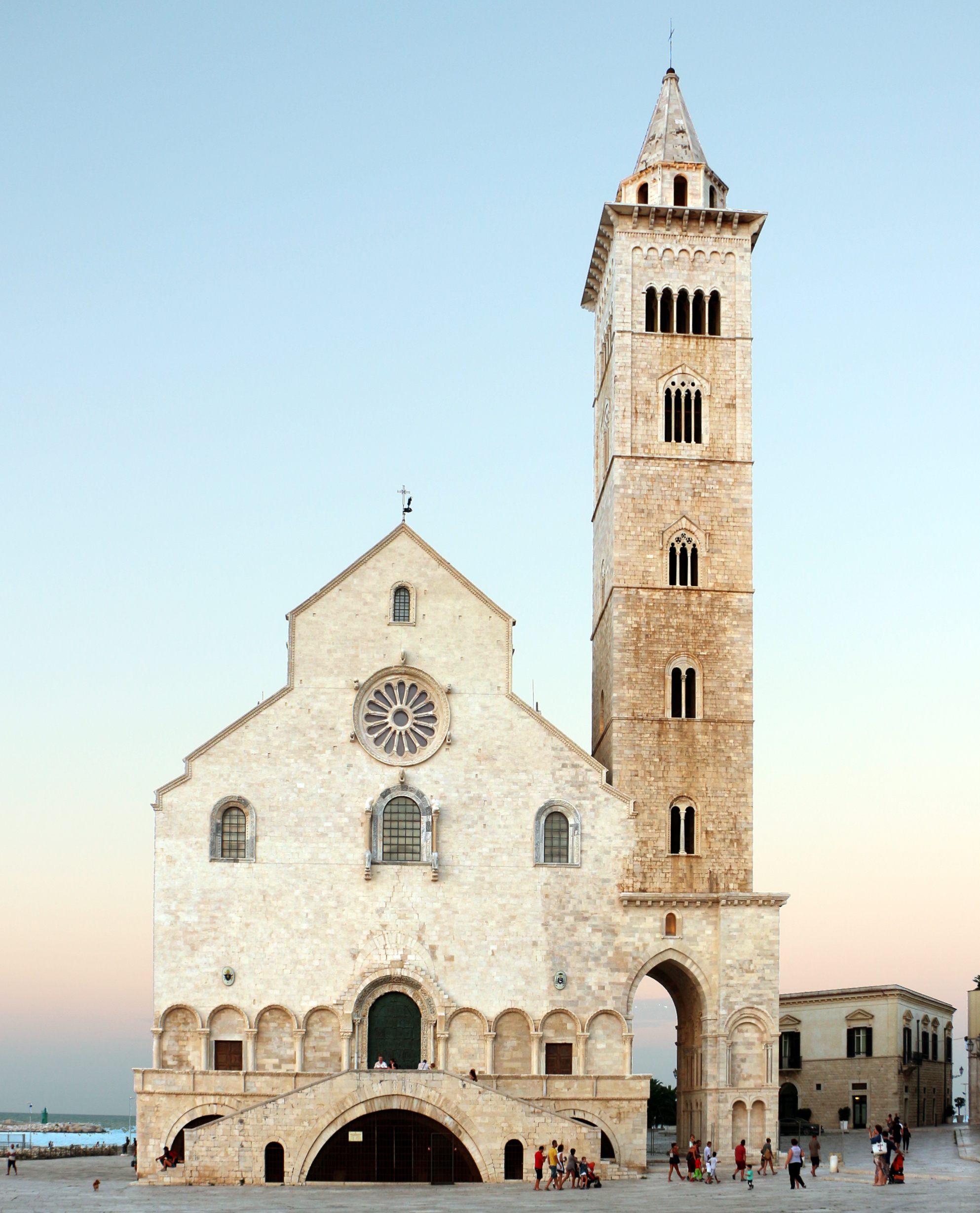
La Cattedrale di Trani
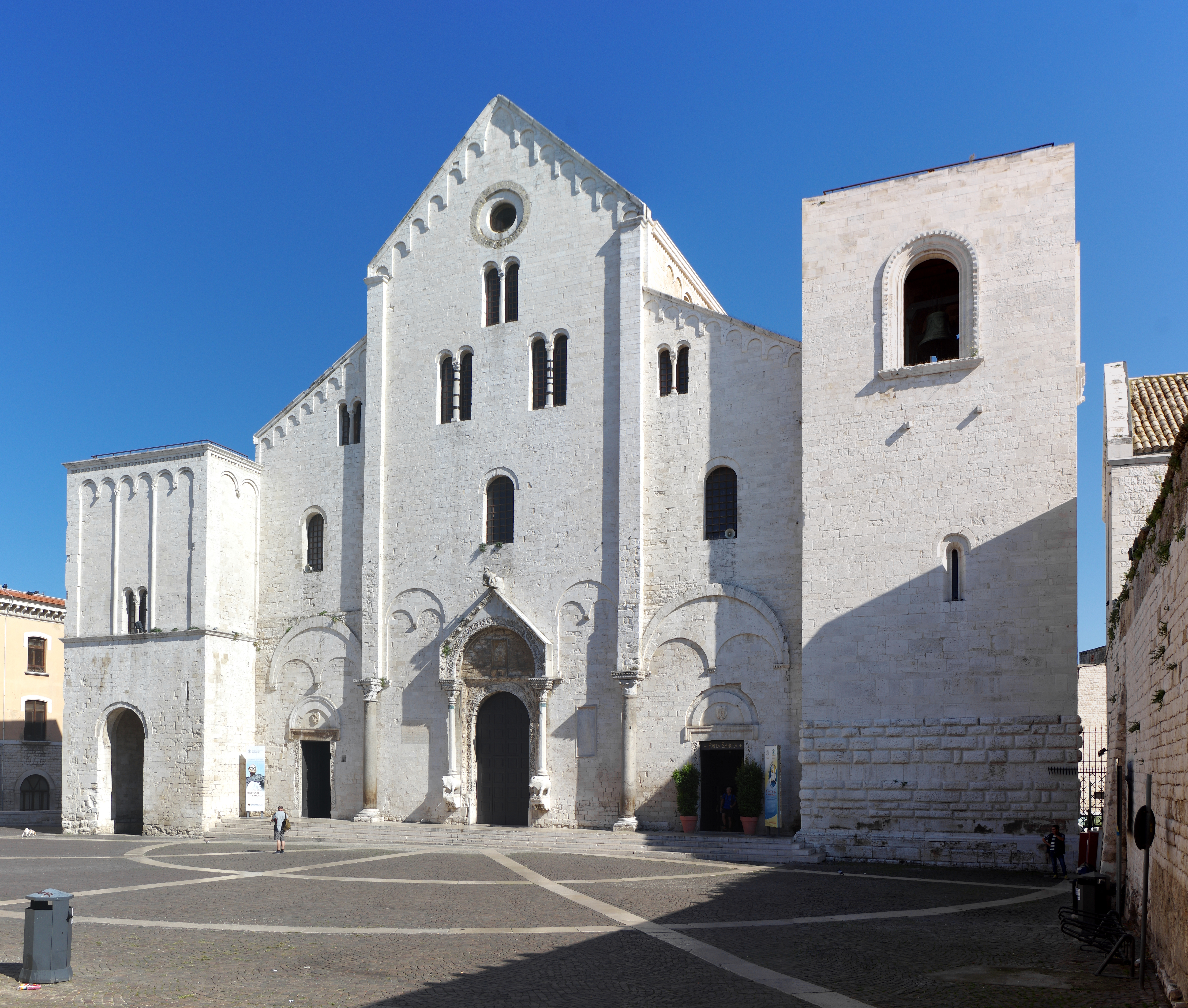
La Basilica di San Nicola in Bari
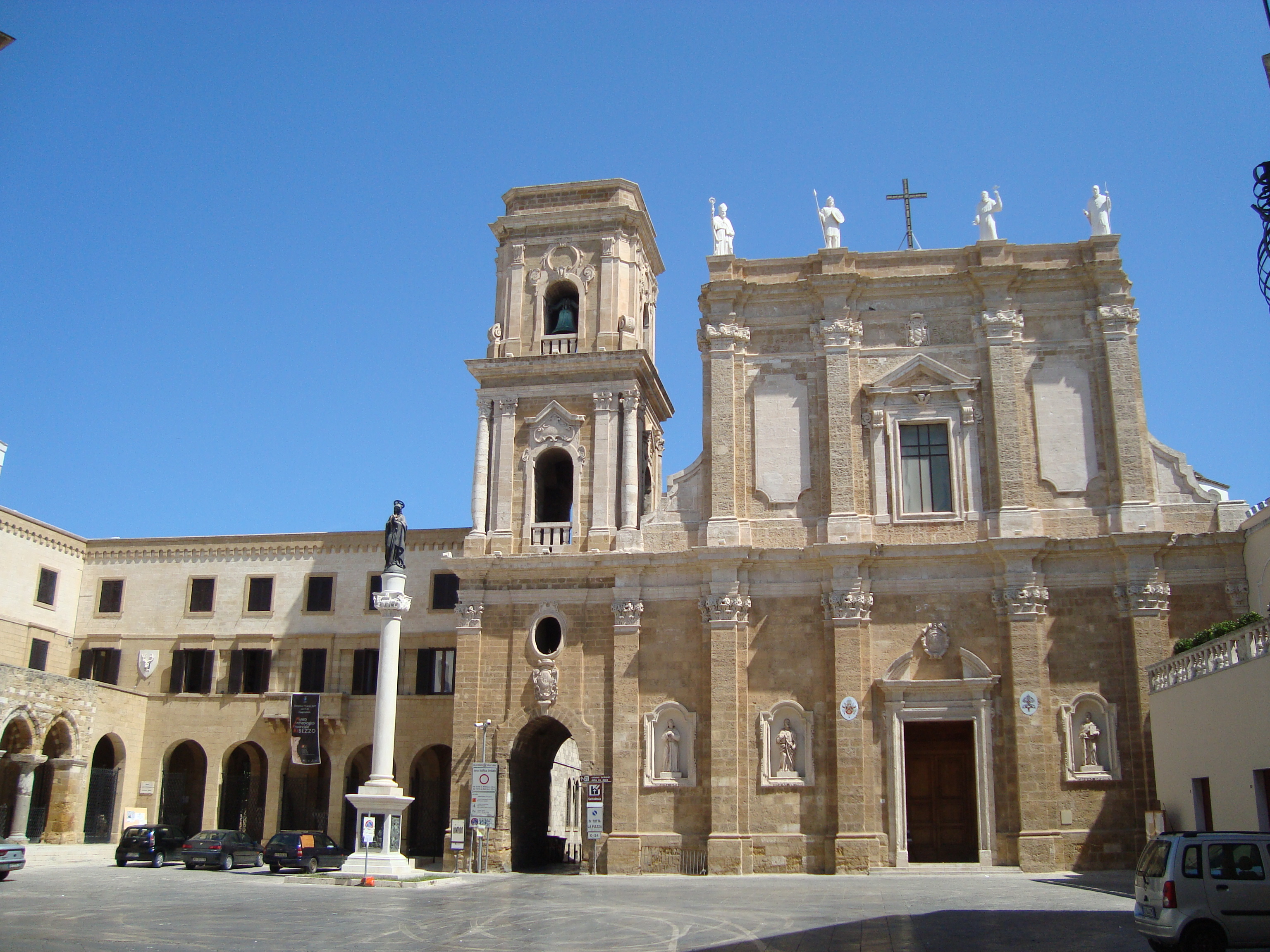
La Cattedrale di Brindisi
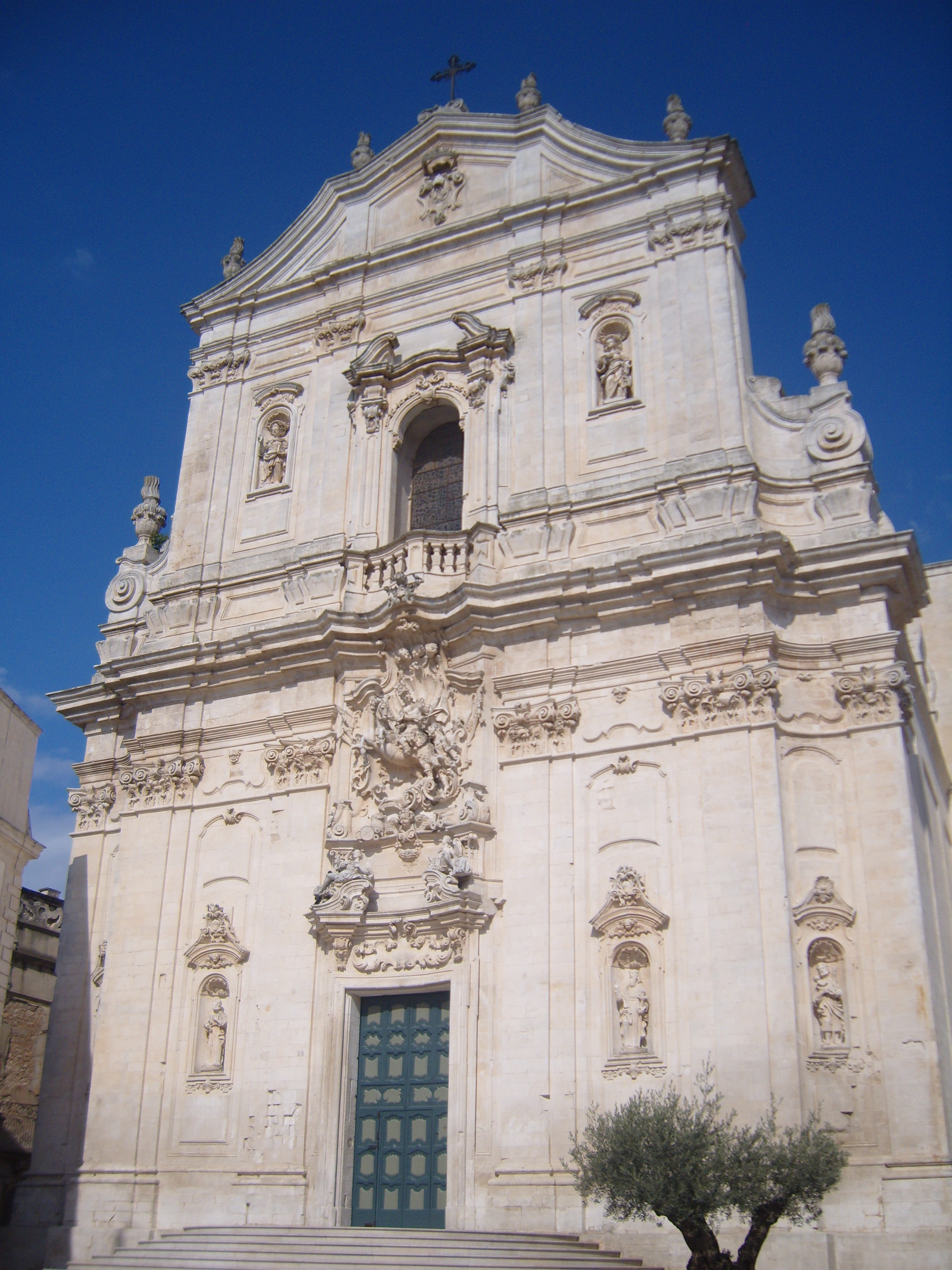
La Basilica di san Martino a Martina Franca
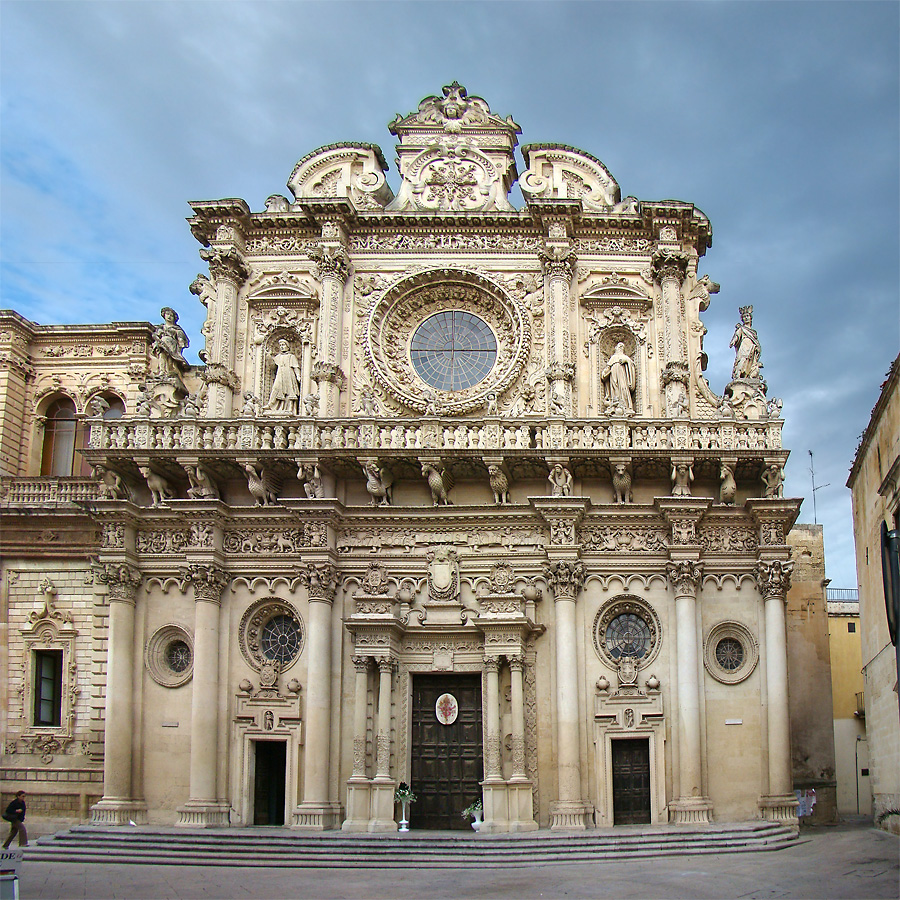
La Basilica di Santa Croce a Lecce

#### Castelli e roccaforti
- Castello di Lucera
- Castello di Manfredonia
- Castello di Barletta
- Castel del Monte (Andria)
- Castello svevo di Trani
- Castello di Bisceglie
- Castello normanno di Spinazzola
- Castello normanno di Terlizzi
- Castello normanno-svevo di Bari
- Castello di Conversano
- Castello di Marchione
- Castello normanno di Sannicandro di Bari
- Castello di Gravina
- Castello normanno di Gioia del Colle
- Castello di Monopoli
- Castello di Santo Stefano
- Castelli del Salento
- Castello di Crepacuore (lungo la via Francigena)
- Castello alfonsino (Brindisi)
- Castello svevo di Brindisi
- Castello Dentice di Frasso di Carovigno
- Castello Dentice di Frasso di San Vito dei Normanni
- Castello di Oria
- Castello di Francavilla Fontana (Castello Imperiali)
- Castello baronale di Felline
- Castello di Mesagne
- Castello Aragonese di Taranto
- Castello di Massafra
- Castello di Fragagnano
- Castello di Carlo V (Lecce)
- Castello di Acaya
- Castello di Borgagne
- Castello di Giuliano
- Castello Spinola-Caracciolo (Andrano)
- Castello di Gallipoli
- Castello di Copertino
- Castello di Corigliano d'Otranto
- Castello di Ceglie Messapica
- Castello di Castro
- Palazzo baronale di Lizzanello
- Castello di Otranto
- Castello di Melendugno
- Castello di Nociglia
- Masserie fortificate della provincia di Lecce
- Torri costiere del Salento
- Torre Sabea (Gallipoli)
- Torre del Serpe (Otranto)
- Torre Minervino (litoranea di Otranto)
- Torre Cesarea (Porto Cesareo)

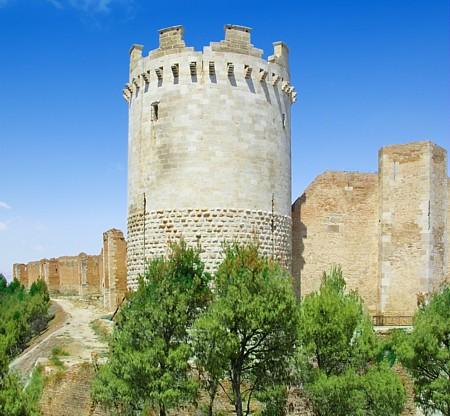
La Fortezza svevo-angioina di Lucera
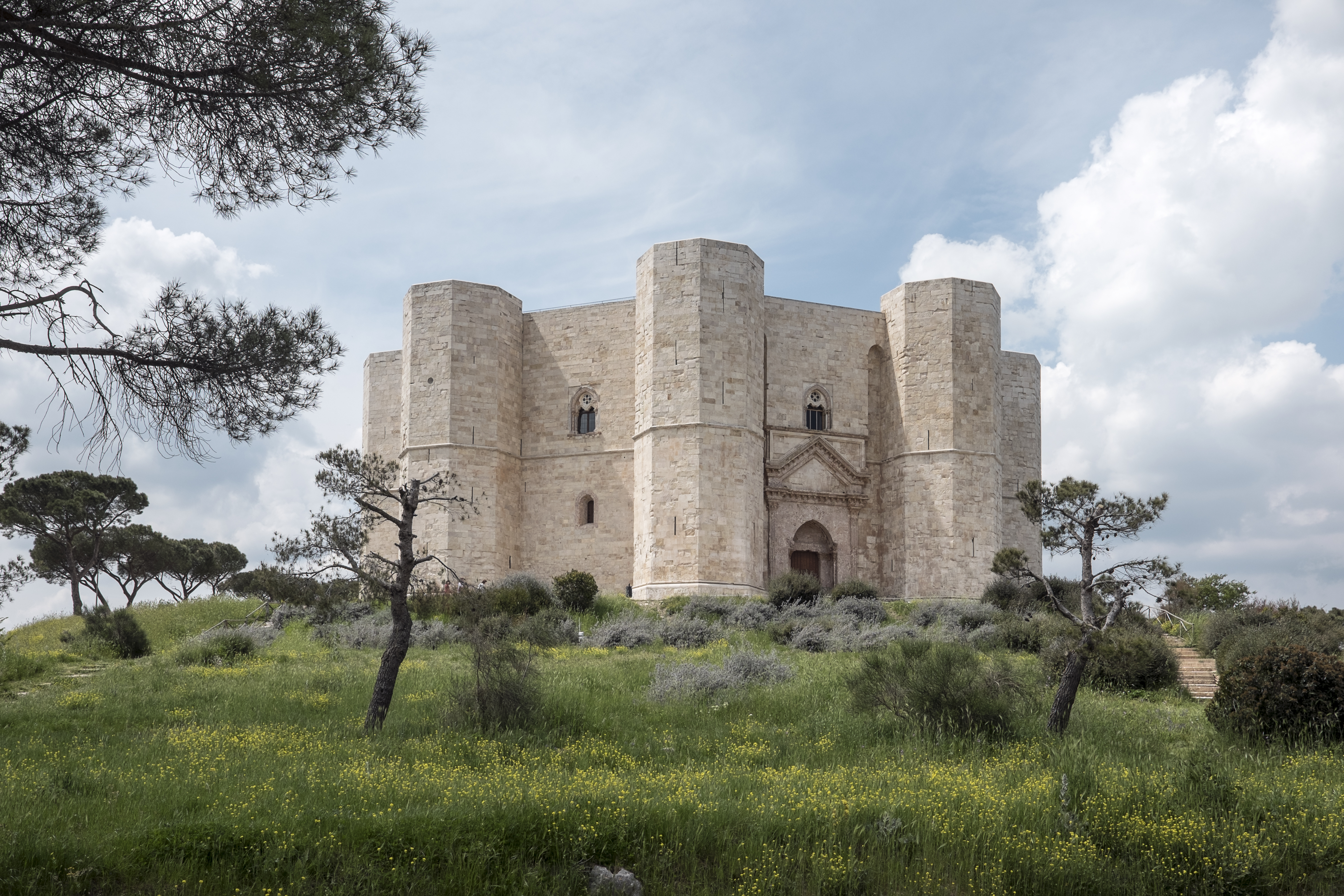
Castel del Monte
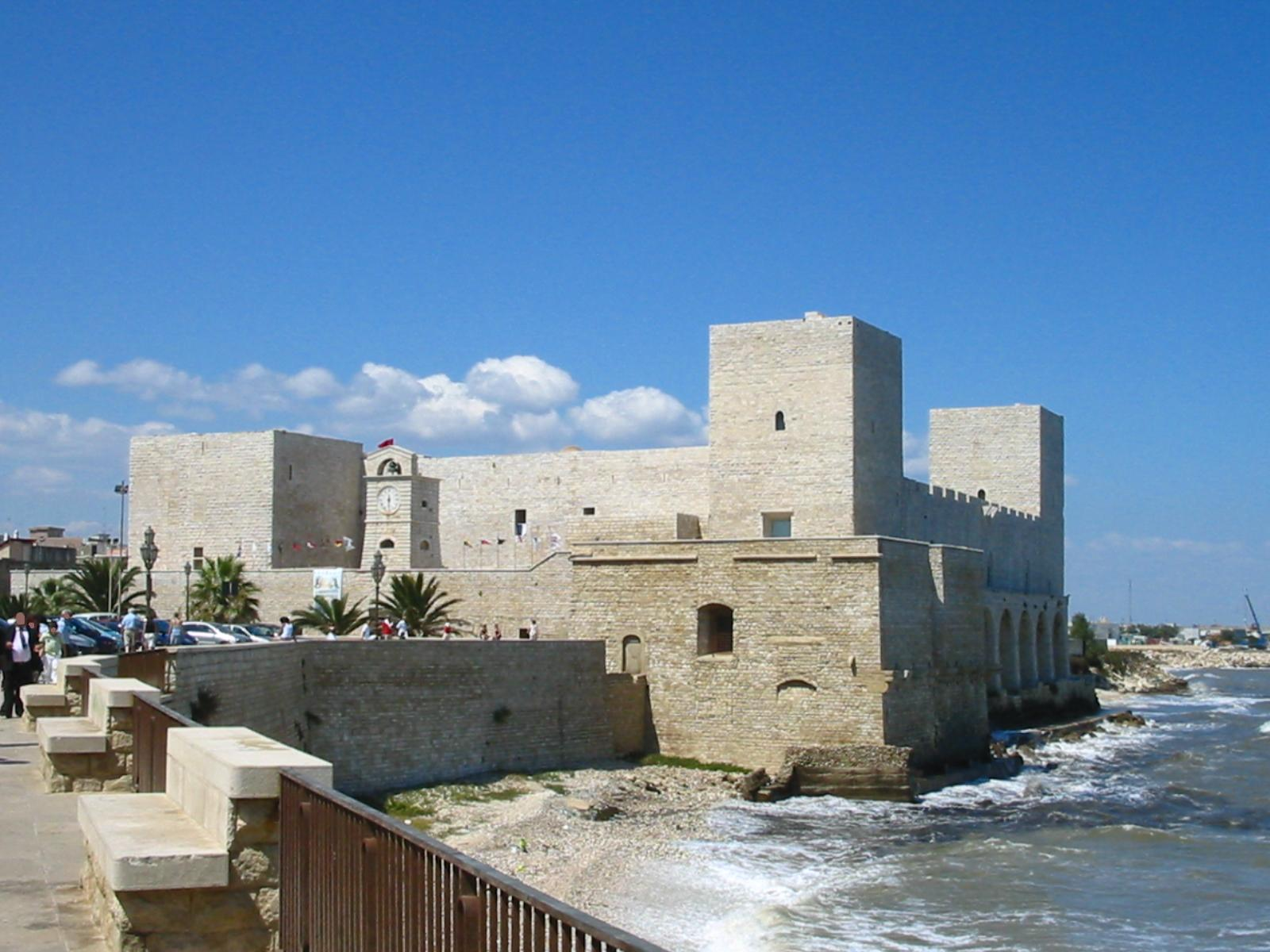
Il Castello Svevo di Trani
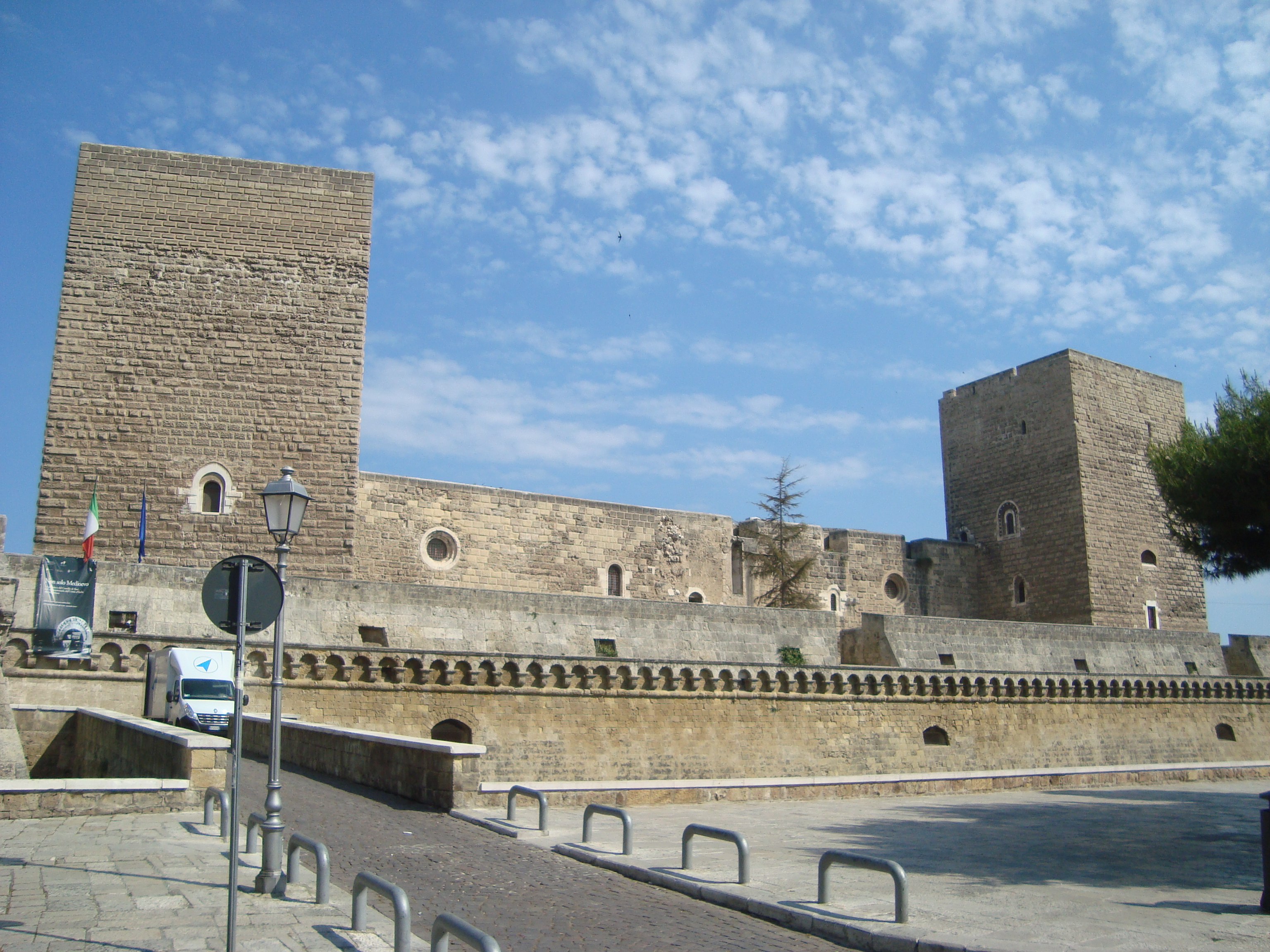
Il Castello normanno-svevo di Bari
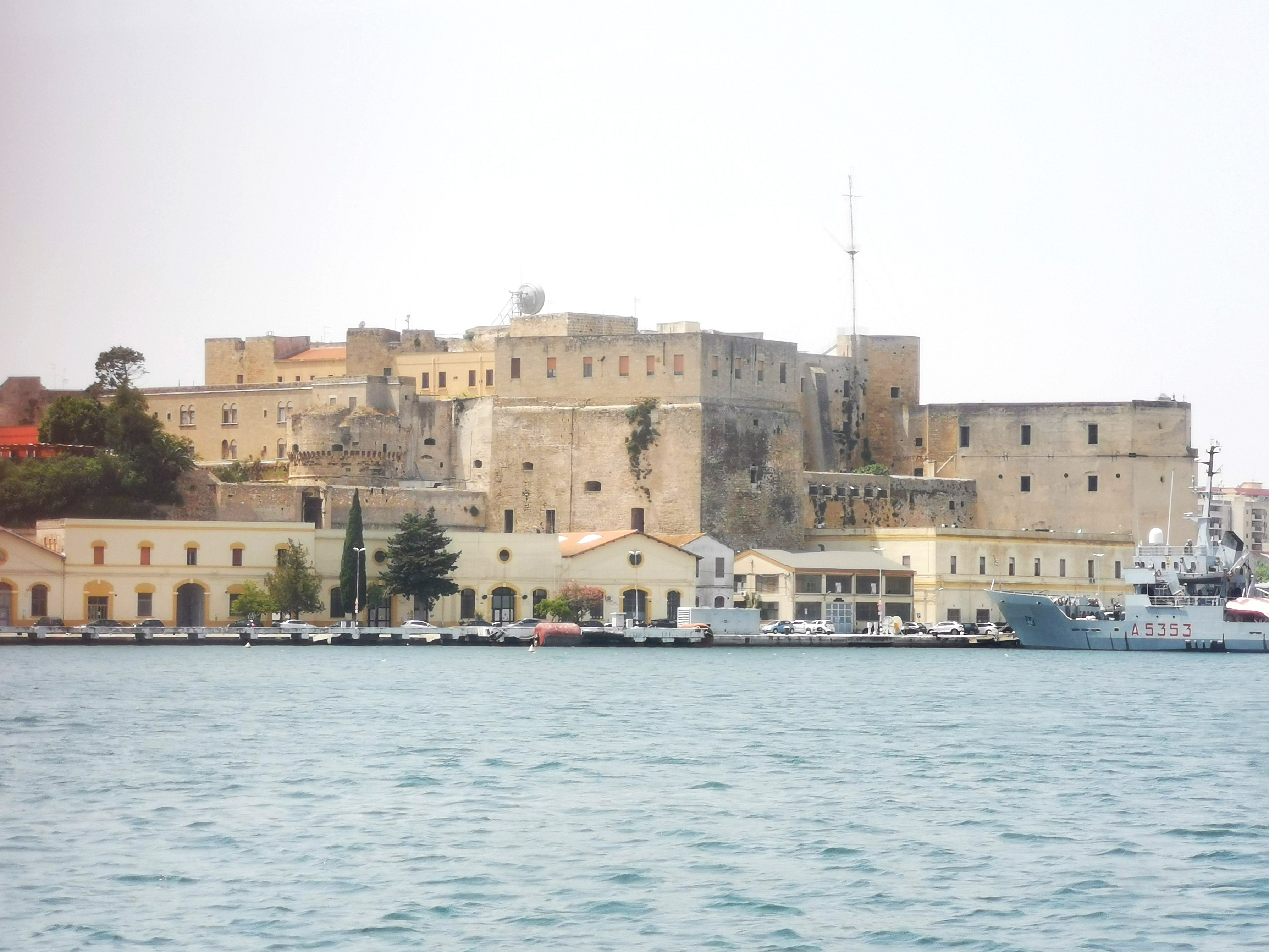
Il Castello di Brindisi
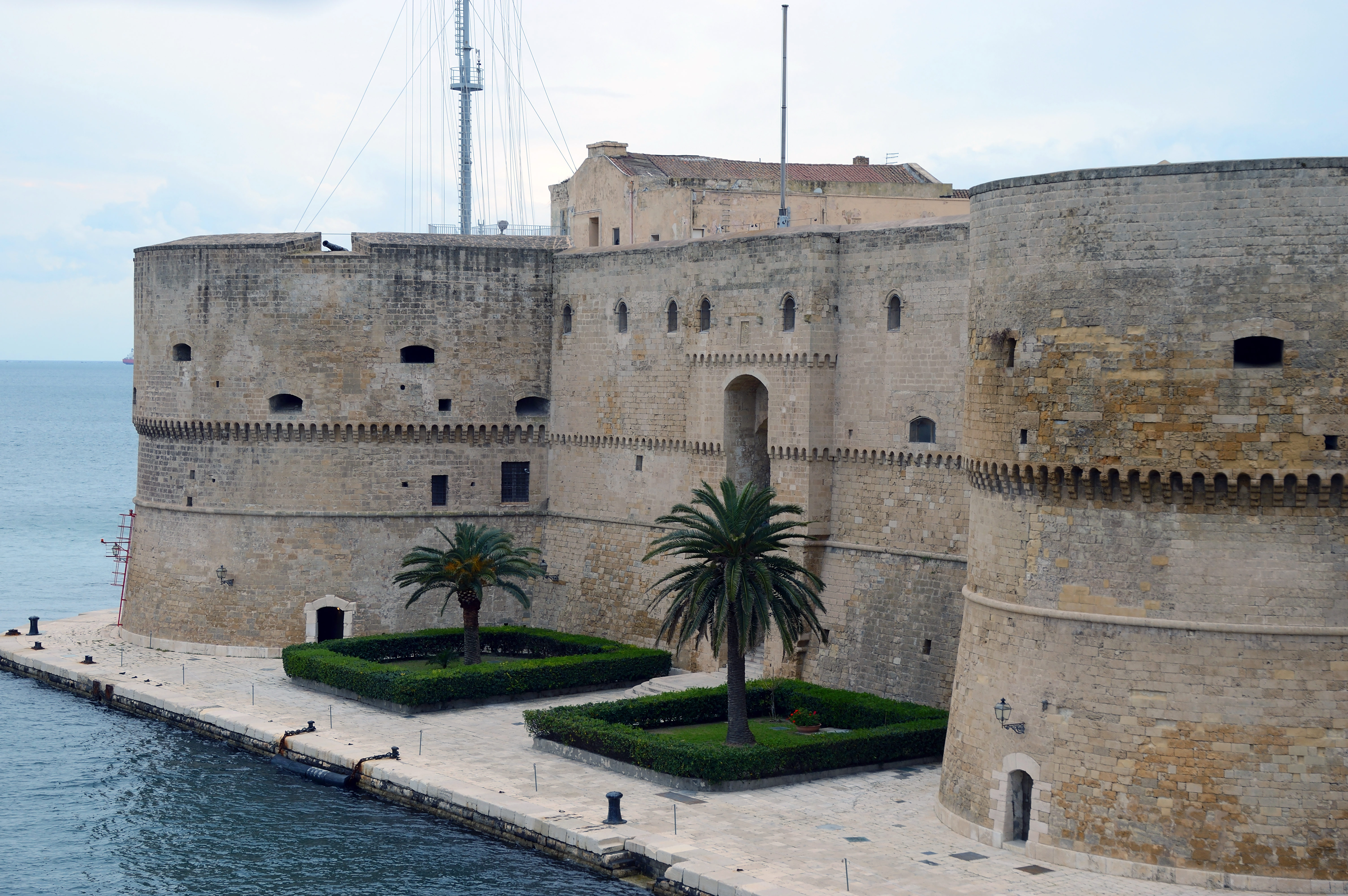
Il Castello Aragonese di Taranto
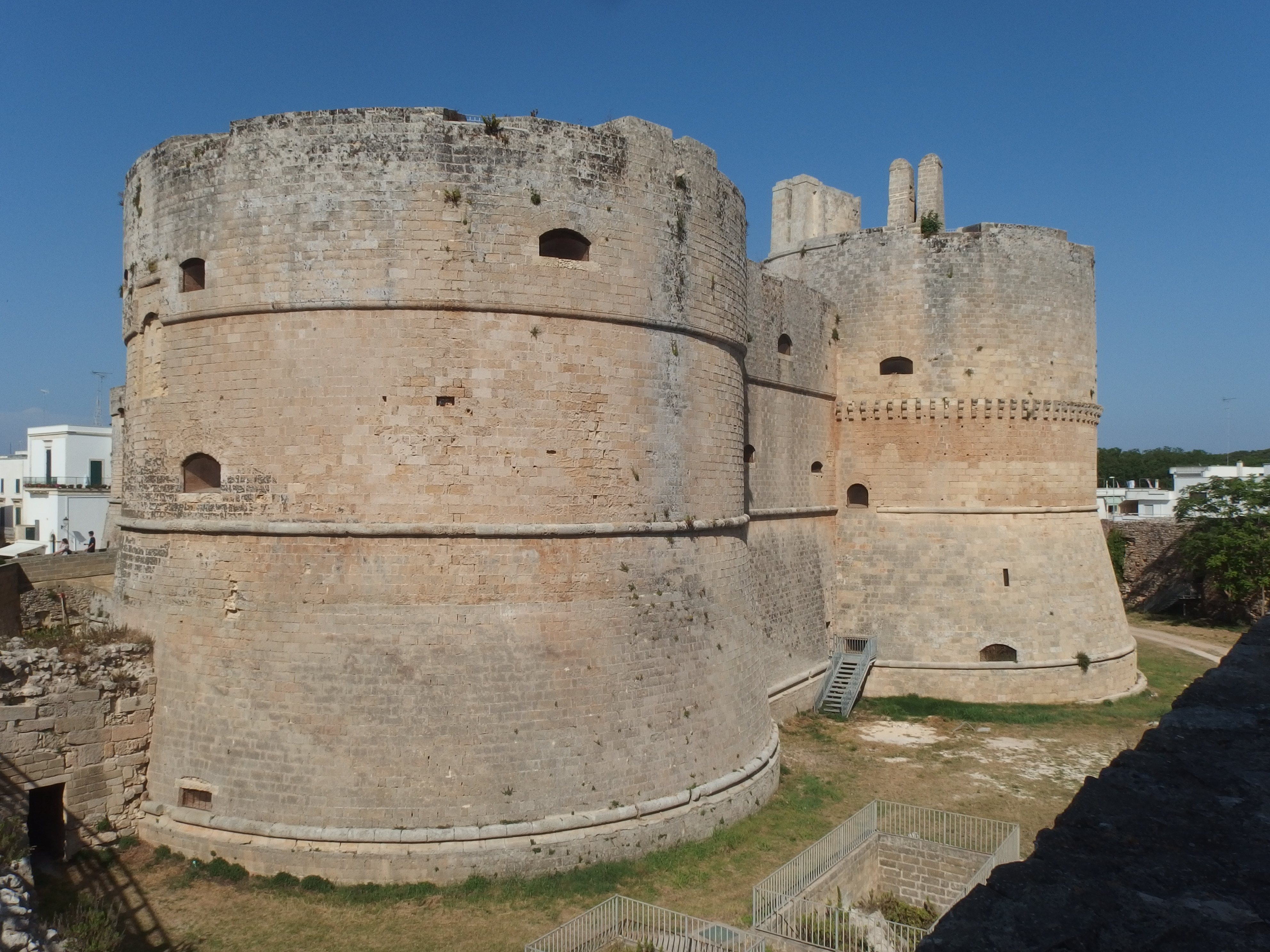
Il Castello Aragonese di Otranto

#### Siti archeologici
- Sculture litiche del Romandato (Rodi Garganico)
- Necropoli La Salata (Vieste)
- Siponto, Coppa Nevigata (Manfredonia)
- Anfiteatro romano di Lucera
- Marmi di Ascoli Satriano
- Basilica di San Leucio (Canosa di Puglia)
- Dolmen della Chianca (Bisceglie)
- Dolmen Frisari (Ruvo di Puglia)
- Azetium (Rutigliano)
- Cava Pontrelli, Mura megalitiche di Altamura, Uomo di Altamura, Pulo di Altamura
- Neapolis apula (Polignano a Mare)
- Parco archeologico di Monte Sannace (Gioia del Colle)
- San Pietro degli Schiavoni (Brindisi)
- Egnazia (Fasano)
- Grotta di Montescotano (Ceglie Messapica)
- Parco archeologico e naturalistico di Santa Maria di Agnano (Ostuni)
- Cripta del Redentore (Taranto)
- Tempio di Poseidone (Taranto)
- Parco archeologico delle Mura messapiche (Manduria)
- Centopietre (Patù)
- Ipogeo Palmieri (Lecce)
- Anfiteatro e Teatro romano (Lecce)
- Vereto (Patù)

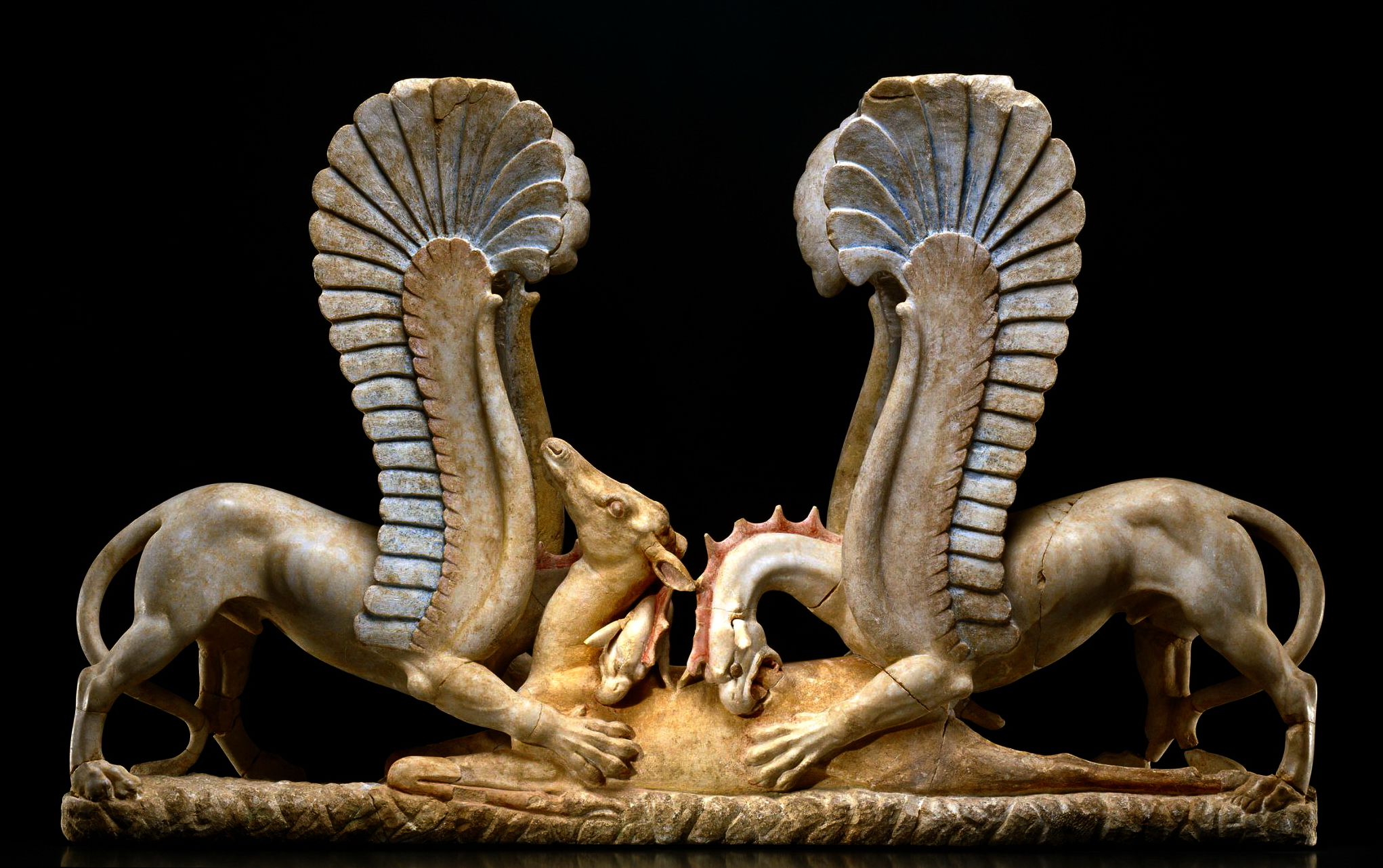
Trapezophoros; Ascoli Satriano
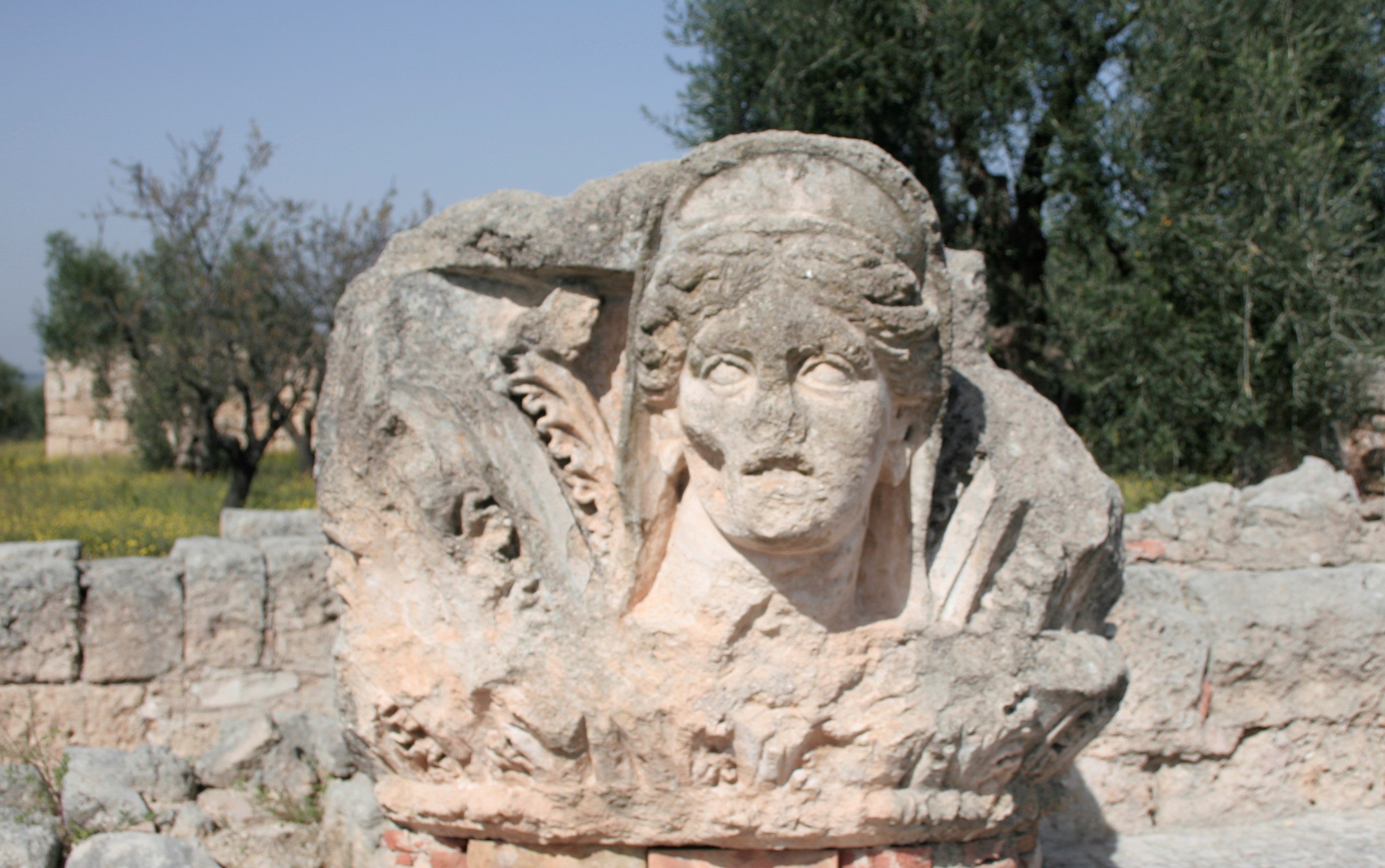
Capitello nel complesso di San Leucio; Canosa
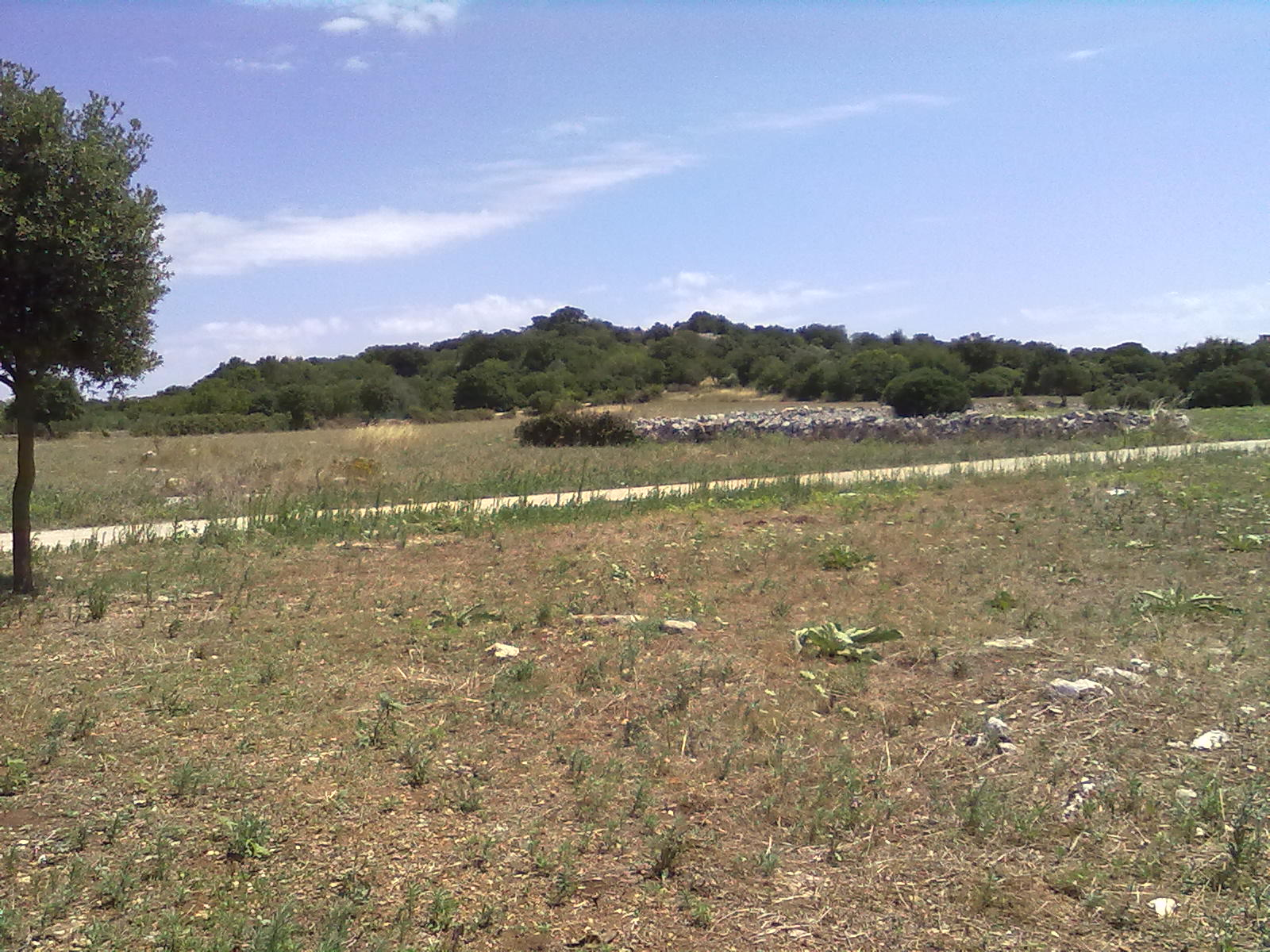
Monte Sannace; Gioia del Colle
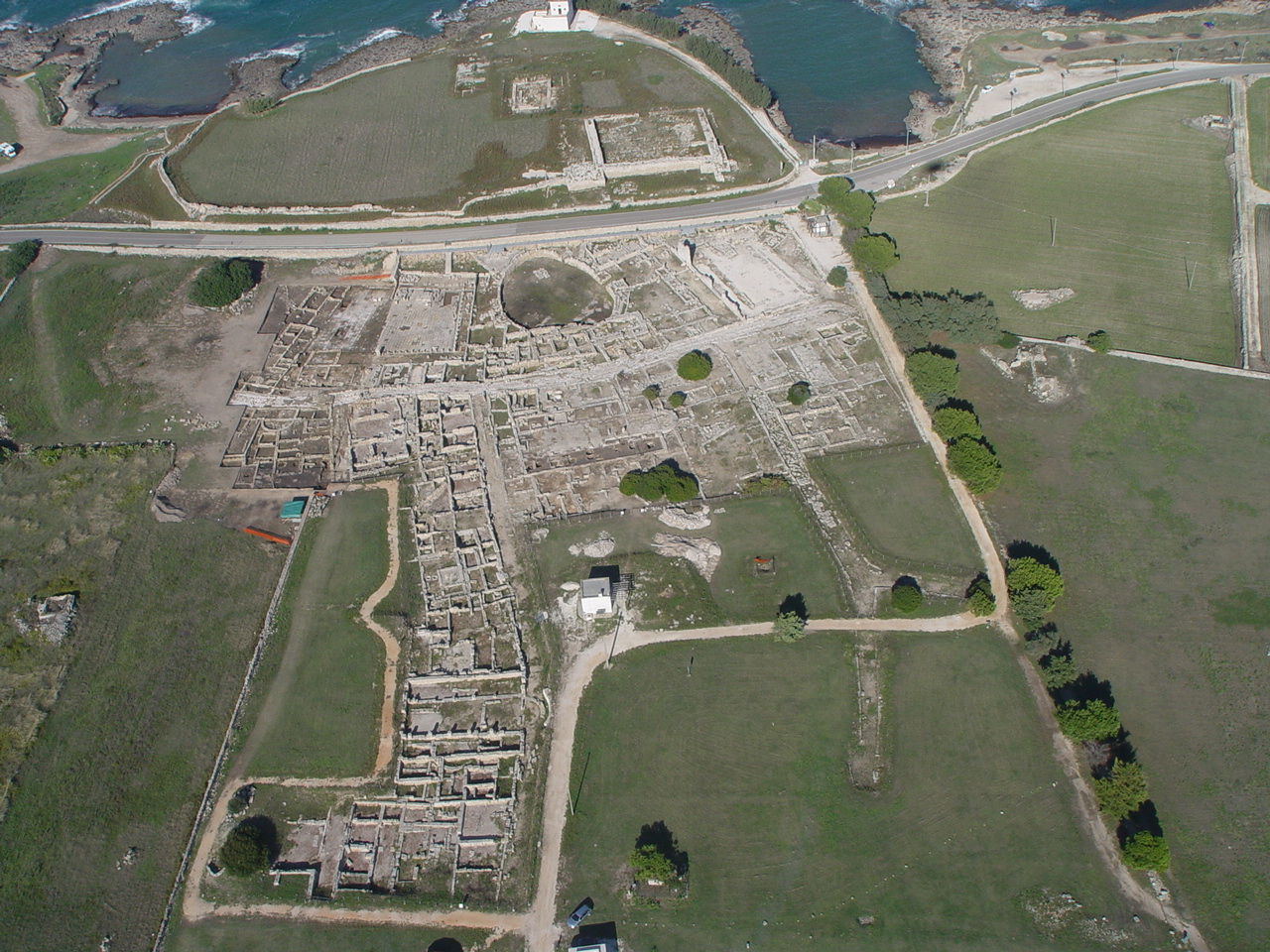
Scavi di Egnazia; Fasano
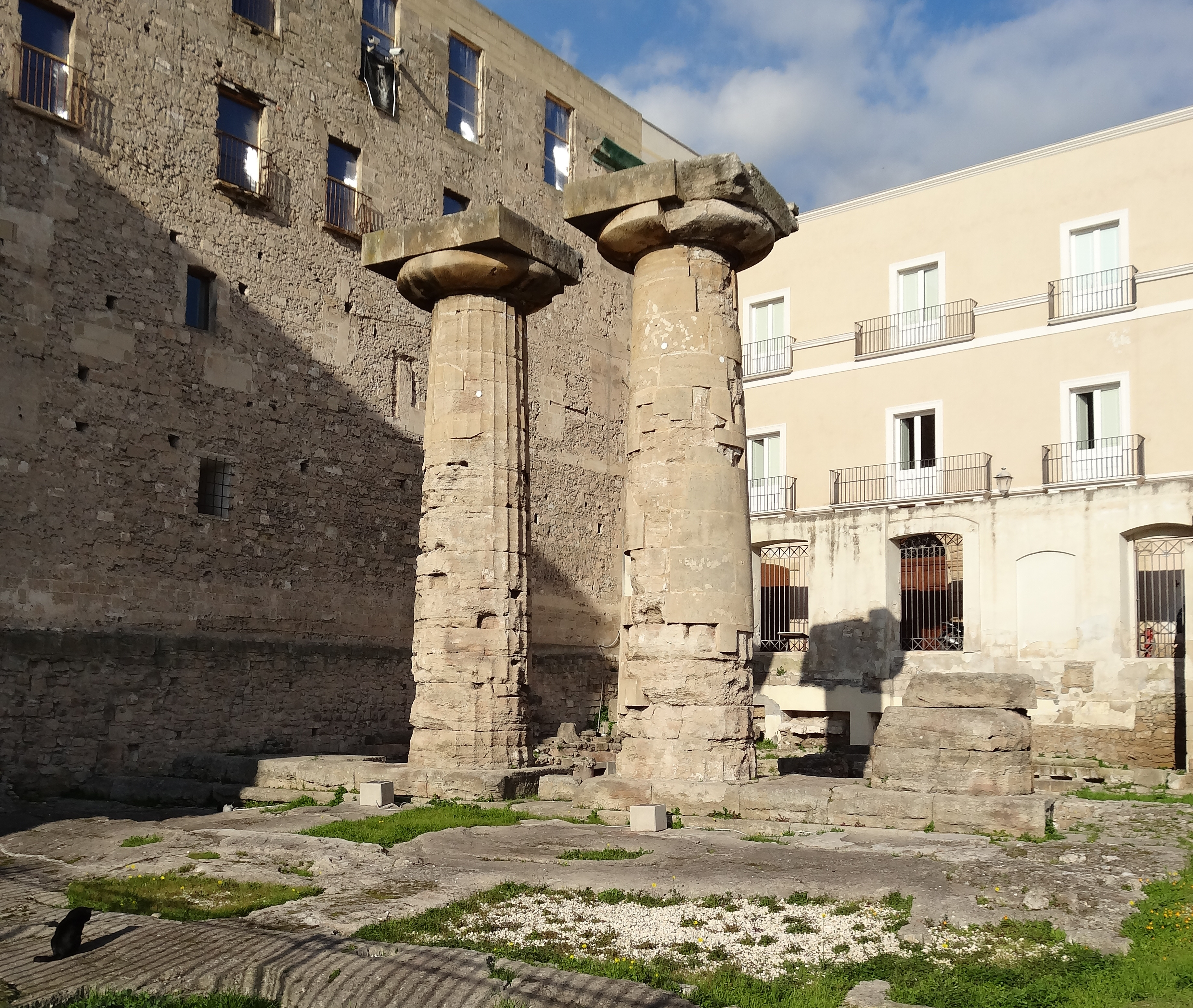
Le colonne doriche del Tempio di Poseidone; Taranto
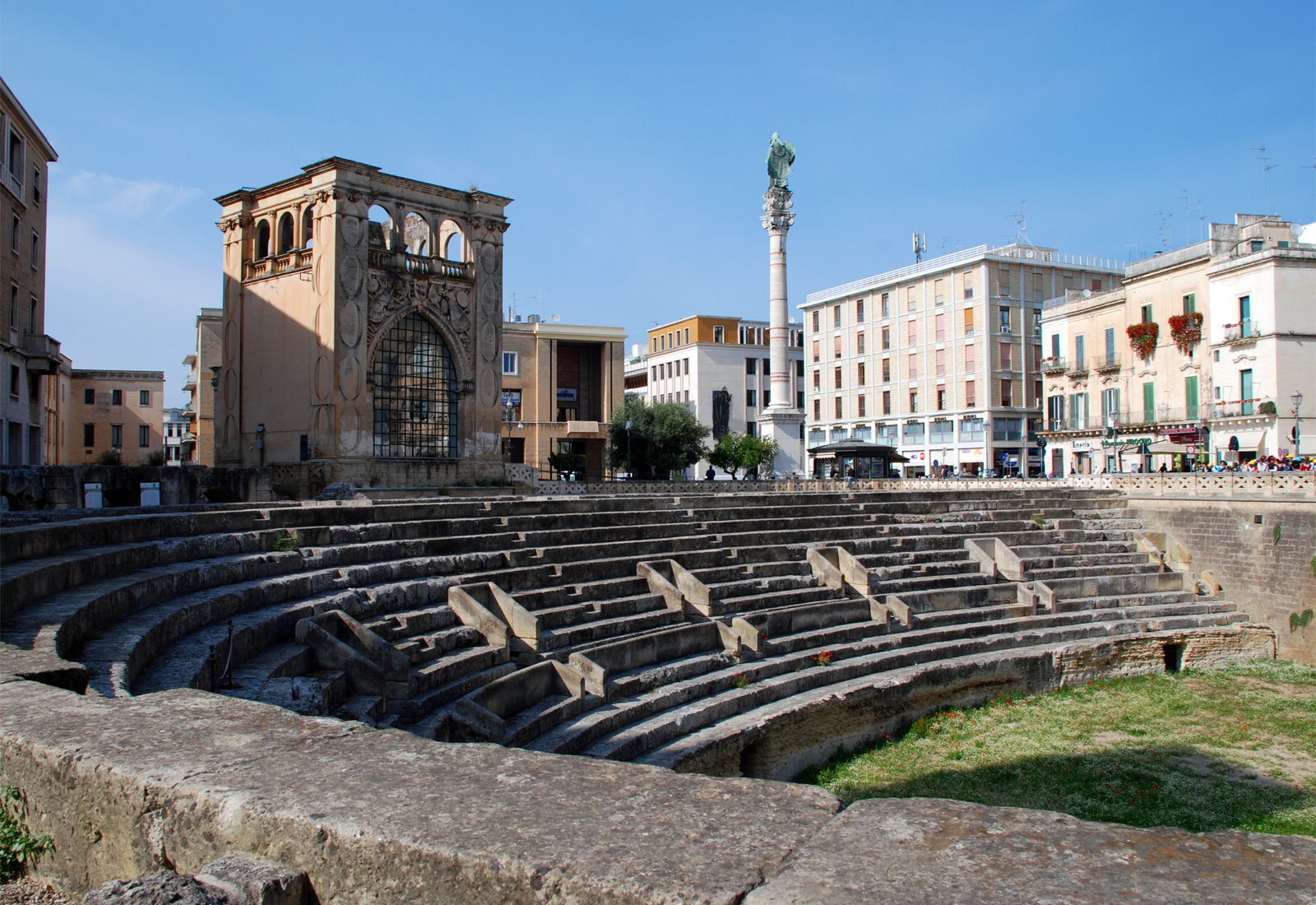
L'anfiteatro romano; Lecce

#### Aree naturali
- Parco nazionale del Gargano
- Bosco di Faeto
- Parco nazionale dell'Alta Murgia
- Grotte di Castellana
- Torre Guaceto
- Laghi Alimini
- Grotta Zinzulusa